# آنژیوم
آنژیوم یا رگ‌تود (به انگلیسی: Angioma) یک تومور خوش‌خیم است که از سلول‌های جدار عروق خونی یا رگ‌های لنفاوی منشأ می‌گیرد.

## بیماریزایی
این ضایعات تقریباً شایع هستند و هرچند اغلب مادرزادی یا اولیه هستند گاه تظاهرات سایر بیماری‌ها مانند بیماری‌های کبدی هستند. آنژیوم‌ها یا خال عروق، یکی از ضایعات موضعی شایع پوست و نسوج زیرپوستی می‌باشند که اندازه‌های مختلفی دارند. ممکن است بعد از تولد نیز به وجود بیایند، اکثراً محو می‌شوند اما برخی از آن‌ها باقی‌مانده و موجب نازیبایی پوست می‌شوند.

## انواع
- همانژیومها

1. همانژیوم مویرگی: (Cherry hemangioma)
2. همانژیوم غاری
3. پیوژنیک گرانولوما

- لنفانژیومها

1. لنفانژیوم مویرگ (ساده)
2. لنفانژیوم کیستیک (Cavernous)

- تومور Glomus
- اکتازیهای عروقی

1. خال لکه‌شرابی
2. تلانژکتازی: Spider angioma-سندرم اسلر وبر راندو

- پرولیفراسیون عروقی واکنشی

1. Bacillary angiomatosis

## درمان
این ضایعات با استفاده از کرم‌های زیبایی مخفی کننده، تابش تشعشع یونیزه‌کننده (رادیوتراپی و لیزر)، سوزانیدن و سپس ترمیم کردن و انجام عمل جراحی درمان می‌شوند. ضایعات مادرزادی اغلب بدون درمان نیز محو می‌شوند.